# Team TotalEnergies/2021
Deze pagina geeft een overzicht van de wielerploeg Team TotalEnergies in 2021. Tot de Ronde van Frankrijk 2021 kwam het als Total Direct Energie uit.

## Algemeen
Hoofdsponsor: TotalEnergies
Algemeen manager: Jean-René Bernaudeau
Ploegleiders: Dominique Arnould, Benoît Génauzeau, Morgan Lamoisson, Lylian Lebreton, Alexis Loiseau en Thibaut Macé
Fietsen: Wilier Triestina

## Renners
| Naam                 | Geboortedatum | Nationaliteit       | Ploeg 2020             |
| -------------------- | ------------- | ------------------- | ---------------------- |
| Edvald Boasson Hagen | 17-05-1987    | Noorwegen           | NTT Pro Cycling        |
| Leonardo Bonifazio   | 20-03-1991    | Italië              |                        |
| Niccolò Bonifazio    | 29-10-1993    | Italië              |                        |
| Mathieu Burgaudeau   | 17-11-1998    | Frankrijk           |                        |
| Jérémy Cabot         | 24-07-1991    | Frankrijk           |                        |
| Jérôme Cousin        | 05-06-1989    | Frankrijk           |                        |
| Víctor de la Parte   | 22-06-1986    | Spanje              | CCC Team               |
| Fabien Doubey        | 21-10-1993    | Frankrijk           | Circus-Wanty Gobert    |
| Marlon Gaillard      | 09-05-1996    | Frankrijk           |                        |
| Damien Gaudin        | 20-08-1986    | Frankrijk           |                        |
| Alexandre Geniez     | 16-04-1998    | Frankrijk           | AG2R La Mondiale       |
| Fabien Grellier      | 31-10-1994    | Frankrijk           |                        |
| Pierre Latour        | 12-10-1993    | Frankrijk           | AG2R La Mondiale       |
| Christopher Lawless  | 13-04-1996    | Verenigd Koninkrijk | INEOS Grenadiers       |
| Florian Maitre       | 03-09-1996    | Frankrijk           |                        |
| Lorrenzo Manzin      | 26-07-1994    | Frankrijk           |                        |
| Paul Ourselin        | 13-04-1994    | Frankrijk           |                        |
| Adrien Petit         | 26-09-1990    | Frankrijk           |                        |
| Cristian Rodríguez   | 03-03-1995    | Spanje              | Caja Rural-Seguros RGA |
| Romain Sicard        | 01-01-1988    | Frankrijk           |                        |
| Julien Simon         | 04-10-1985    | Frankrijk           |                        |
| Geoffrey Soupe       | 22-03-1988    | Frankrijk           |                        |
| Niki Terpstra        | 18-05-1984    | Nederland           |                        |
| Anthony Turgis       | 16-05-1994    | Frankrijk           |                        |
| Dries Van Gestel     | 30-09-1994    | België              |                        |
| Alexis Vuillermoz    | 01-06-1998    | Frankrijk           | AG2R La Mondiale       |

### Vertrokken
| Naam             | Geboortedatum | Nationaliteit | Ploeg 2021                         |
| ---------------- | ------------- | ------------- | ---------------------------------- |
| Lilian Calmejane | 06-12-1992    | Frankrijk     | AG2R-Citroën                       |
| Romain Cardis    | 12-08-1992    | Frankrijk     | Saint Michel-Auber 93              |
| Jonathan Hivert  | 23-03-1985    | Frankrijk     | B&B Hotels p/b KTM                 |
| Pim Ligthart     | 16-06-1988    | Nederland     | gestopt                            |
| Simon Sellier    | 04-01-1995    | Frankrijk     | gestopt                            |
| Rein Taaramäe    | 24-04-1987    | Estland       | Intermarché-Wanty-Gobert Matériaux |

## Overwinningen
| Clàssica Comunitat Valenciana Lorrenzo Manzin Ronde van Asturië 3e etappe: Pierre Latour Ronde van Rwanda 4e etappe: Valentin Ferron 8e etappe: Cristian Rodríguez Eindklassement: Cristian Rodríguez Grote Prijs Jef Scherens Niccolò Bonifazio |

2000 · 2001 · 2002 · 2003 · 2004 · 2005 · 2006 · 2007 · 2008 · 2009 · 2010 · 2011 · 2012 · 2013 · 2014 · 2015 · 2016 · 2017 · 2018 · 2019 · 2020 · 2021 · 2022 · 2023 · 2024 · 2025
Alpecin-Fenix · Androni Giocattoli-Sidermec · B&B Hotels p/b KTM · Bardiani-CSF-Faizanè · Bingoal Pauwels Sauces WB · Burgos-BH · Caja Rural-Seguros RGA · DELKO · EOLO-Kometa · Equipo Kern Pharma · Euskaltel-Euskadi · Gazprom-RusVelo · Rally Cycling · Sport Vlaanderen-Baloise · Team Arkéa Samsic · Team Novo Nordisk · Team TotalEnergies · Uno-X Pro Cycling Team · Vini Zabù-KTM